# 盧垣
盧垣（朝鮮語: 노원）は、朝鮮氏族の谷山盧氏の始祖である。
父親は、中国唐の翰林学士を務めていた時に新羅に派遣された盧穂である。その盧穂の9番目の息子として生まれ、その後谷山伯に封じられた。